# Bâtiment avec des ateliers de potier à Niš
Le bâtiment avec des ateliers de potier à Niš (en serbe cyrillique : Зграда са казанџијским радионицама у Нишу ; en serbe latin : Zgrada sa kazandžijskim radionicama u Nišu) se trouve à Niš, dans la municipalité de Medijana et dans le district de Nišava, en Serbie. Il est inscrit sur la liste des monuments culturels protégés de la république de Serbie (identifiant no SK 685),,.

## Présentation
Le bâtiment, situé 9 rue Kopitareva, une rue piétonne surnommée l'« allée des rétameurs » (en serbe : Kazandžijsko sokače), a été construit en 1850 à la demande de Zlatko Zlatković qui y a ouvert un atelier d'orfèvrerie. Dans la partie est du bâtiment, deux pièces ont été achetées par le potier Radomir Đorđević aux descendants de Zlatko Zlatkovic et, du côté ouest, Slavoljub Veličković, a également acheté trois pièces à ces mêmes descendants.
Constitué d'un simple rez-de-chaussée, le bâtiment est construit selon la technique des colombages. Avec le temps, sa façade sur la rue a été modifiée, notamment par la suppression des contrevents de fermeture (en serbe : ćepernak) et par l'installation de véritables fenêtres. Dans toutes les pièces, le sol est en terre battue, tandis que les plafonds, très simples, sont constitués de planches clouées à des poutres ; ces plafonds ne sont pas conservés dans toutes les parties du bâtiment. Le toit, qui se prolonge d'affilée sur plusieurs autres boutiques d'artisanat, est recouvert de tuiles.
L'édifice constitue un exemple modeste d'architecture populaire et, de ce fait, est dépourvu de valeur artistique.